# A legnevezetesebb Doom WAD fájlok listája

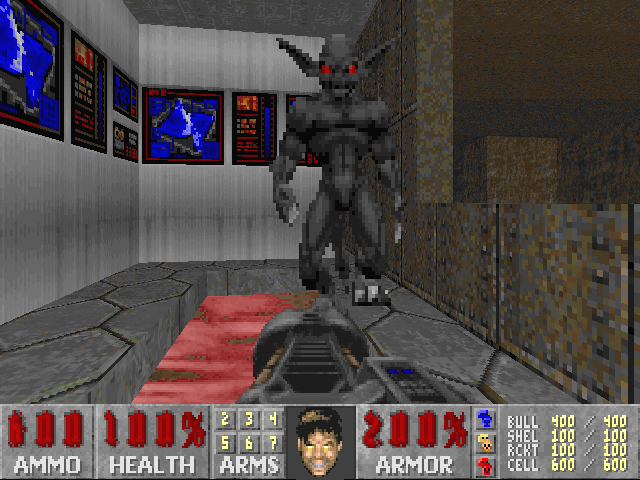
Számtalan átiratot készítettek a rajongók, amellyel a játékot népszerűsítették. Ezen a képen jól látható, hogy szinte mindent átírtak, illetve átrajzoltak az eredeti Doom-hoz képest.

A Doom egy számítógépes játék, amelyet 1993-ban adott ki az id Software. Egyike az első belső nézetű lövöldözős (FPS) játékoknak, s újításaival fontos mérföldkőnek számít a számítógépes játékok, különösen az FPS-ek történetében.
A játék az adatait úgynevezett WAD fájlokban tárolja (a rövidítés jelentése Where is All the Data?, magyarul "Hol vannak az adatok?"). Ez a formátum összefogja egyetlen fájlba a számtalan apró fájlt (grafikákat, scripteket, hangokat), elrejtve a felhasználó szeme elől. A játék megjelenése után megjelentek különböző segédprogramok a WAD fájlok szerkesztésére, amelyekkel a játékosok átszerkeszthették a játék kinézetét, így a Doom lett az első nagy mértékben átszerkesztett játék. A WAD fájlok átírásával lehetővé vált, hogy a rajongók létrehozzák saját készítésű játékaikat tetszőleges menüvel, pályákkal, fegyverekkel, ellenségekkel és tárgyakkal - természetesen a Doom adta lehetőségeken belül, hiszen a forráskódhoz nem férhettek hozzá a rajongók. Számos játéktervező így kezdte el karrierjét, hogy átszerkesztette a játékot – többek közt Tim Willits is, aki később az id Software fő tervezője lett. Később több játék, például az Unreal vagy a Half-Life is ezt a filozófiát követte és a módosítások készítése általánossá vált a játékiparban.
1994-ben megjelentek az első pályatervezők és jó pár szoftvert is létrehoztak, hogy a játékot könnyebben átírhassák (ilyen volt például a Doom Editing Utility, DEU is). Az átszerkesztett WAD fájlok többsége egy vagy több különböző saját készítésű pályát tartalmazott és általában ezek az eredeti játék környezetét idézték, de a többi pályán új szörnyeket és elemeket lehetett találni, s később az egész játékot átformálták. Népszerű filmeket, televíziós sorozatokat, videójátékokat és további népszerű termékeket „Doom-osítottak”, mint például: Alien, Batman, Dragon Ball Z, Ghostbusters, Pokémon, Red Faction, Sailor Moon, South Park, Star Wars, A Simpson család és az X-akták. A Theme Doom Patchben több filmből is található filmbéli szereplő, mint például az Alien-ből, a Predator-ból és a Terminátor-ból. Néhányan még a program hangjait is megváltoztatták a Beavis és Butt-head nevű amerikai rajzfilmsorozatéra.
1994 és 1995 körül elkezdődött a WAD fájlok terjesztése a BBS-en keresztül, majd megjelentek a számítógépes boltokban a WAD fájlokat tartalmazó, önállóan árusított CD-k is, s némelyikhez használati útmutató is mellékeltek. Később az FTP szerverek lettek a fájlcserék elsődleges forrásai. 1995-ben hivatalosan is kiadtak egy 21+1830 WAD fájlt tartalmazó CD-t, Master Levels for Doom II címmel. Ezen kívül még több ezer WAD fájlt hoztak létre a rajongók: az idgames FTP szerveren 13 000 fájl volt található.

## Módosítások listája

### Epizód WAD-ok

#### Doom
| Név                | Megjelenés éve | Készítő                     | Megjegyzés |
| ------------------ | -------------- | --------------------------- | --- |
| Double Impact      | 2011           | Matt Cibulas, Ralph Vickers | 2013-ban a Freedoom: Phase 1 4. epizódja lett. A Doom 2019-es újrakiadásának egyik választható addon-ja.              |
| Knee-Deep in ZDoom | 2007           | Tormentor667 és mások       | A Doom 1. epizódjának újragondolása, a ZDoom funkcióinak felhasználásával.                                            |
| SIGIL              | 2019           | John Romero                 | Ötödik epizód. Cacowards, 2019: "Futottak még" nyertes.                                                               |
| WOW.WAD            | 1999           | Paul Thrussell              | Egyetlen pálya, egy BFG-vel és egy kiberdémonnal, kijárat nélkül. Minden idők legrosszabbnak tartott Doom módosítása. |

#### Doom II: Hell on Earth
| Név                                   | Megjelenés éve | Készítő                             | Megjegyzés |
| ------------------------------------- | -------------- | ----------------------------------- | --- |
| 1 Monster                             | 2007           |                                     | 22 pályás WAD fantasztikus pályatervezéssel. Különlegessége, hogy egy pályán csak egyetlen típusú, adott szörny van, másféle semmilyen. |
| Arrival                               | 2021           | Walker Wright (Pavera)              | Teljesen új, a WAD-hoz készített zenével, amelyet Brayden Hart (AD_79) írt meg. Kiemelt DOOM WAD, elérhető az id-gyűjteményből is. Cacowards nyertes, 2021: egyike a nyerteseknek. |
| Deus Vult                             | 2004           | Huy Pham                            | Extrém nehéz WAD, 5 pályával. Cacowards, 2004: "Futottak még" nyertes. |
| Deus Vult II                          | 2008           |                                     | A Deus Vult folytatása. Szintén extrém nehéz, bár az első pályák egy átlag játékosnak is sikerülhetnek. Cacowards nyertes, 2008: egyike a nyerteseknek, plusz "Leghosszabb ideig készített WAD". |
| Doom Center                           | 2001           |                                     | |
| Eternal Doom IV: Return from Oblivion | 2008           | Team Eternal, TeamTNT               | Az Eternal Doom folytatása, ahhoz hasonlóan középkori hangulatú, rengeteg újítással. Jelenleg csak egy 8 pályás demo verzió létezik belőle. Cacowards nyertes, 2008: egyike a nyerteseknek. |
| HacX                                  | 1997           | Banjo Software                      | Teljes átalakítás a Doom-hoz. 21 pályás. |
| Harmony                               | 2009           | Thomas van der Velden               | Teljes átalakítás, egyedi sprite-okkal és textúrákkal, eredetileg ZDoom-ra tervezve, a "Revolution!" WAD folytatása. Teljesen új, a WAD-hoz készített zenével, amelyet James Paddock (Jimmy) írt. Kiemelt DOOM WAD, elérhető az id-gyűjteményből is. Cacowards nyertes, 2009: egyike a nyerteseknek. |
| Heartland                             | 2021           | Paul DeBruyne (skillsaw)            | Teljesen új, a WAD-hoz készített zenével, amelyet Stewart Rynn (stewoy) írt. Eternity Engine-en fut kizárólag, egymás feletti termekkel. Cacowards nyertes, 2021: egyike a nyerteseknek. |
| Hellcore 2.0                          | 2004           |                                     | |
| It Only Gets Worse                    | 2006           |                                     | Komédia-WAD. Cacowards nyertes, 2007: "Legviccesebb WAD". |
| No Rest for the Living                |                | Nerve Software                      | Kiemelt DOOM WAD, elérhető az id-gyűjteményből is. |
| OrigWAD                               | 1994           | Jeffrey Bird                        | A világ legelső Doom módosítása. Mindössze két teremből áll. |
| Scythe X                              | 2009           | Erik Alm                            | A Scythe-sorozat befejező része, eddig 10 pályával. |
| Syringe                               | 2019           | Pavera, Tarnsman, Marcaek, és Xaser | Kiemelt DOOM WAD, elérhető az id-gyűjteményből is. Cacowards nyertes, 2019: egyike a nyerteseknek. |

### Megawad-ok
A megawad-ok azok a módosítások, amelyekben - az idgames archívum definíciója szerint - a régi generációs Doom-ok legalább 15 pályája le van cserélve. Esetenként akár a teljes állapotjelző is lecserélődik, de megváltozhat benne a zene, a fegyverek és természetesen a textúrák is. A kifejezést először a Memento Mori-ra használták.

#### Megawad-ok Doom-hoz
| Név                              | Megjelenés éve | Készítő         | Megjegyzés                                                             |
| -------------------------------- | -------------- | --------------- | ---------------------------------------------------------------------- |
| 2002 A Doom Odyssey              | 2002           |                 |                                                                        |
| Doom 3: Mr. Smiley Head's Safari | 1995           | Impact Software | Szinte minden komolyságot és nehézségi szintbeosztást kímélő Doom WAD. |
| The Lost Episodes of Doom        | 1994           | Sybex Inc.      |                                                                        |

#### Megawad-ok Doom II-höz
| Név                        | Megjelenés éve | Készítő | Megjegyzés |
| -------------------------- | -------------- | --- | --- |
| Alien Vendetta             | 2002           | 17 emberből álló csapat | Néhány felülírt zene a Heretic-ből van. |
| Ancient Aliens             | 2016           | skillsaw, Joshy, lupinx-Kassman, esselfortium, stewboy, AD_79, Tarnsman                                                            | Az Ősi idegenek TV-Sorozat ihlette. Új, zenével, amelyet Stewart Rynn (stewoy) írt, illetve új textúrákkal, melyeket skillsaw készített. Cacowards nyertes 2016: egyike a nyerteseknek.                                             |
| Back to Saturn X           | 2012           | BTSX Team | Két epizód, mindkettő kiemelt DOOM WAD, elérhető az id-gyűjteményből is. Cacowards nyertes, 2013: Episode 1, 2014: Episode 2. |
| Chillax                    |                | Ismeretlen | 47 extrém nehéz pálya. A pályák erősen plagizálnak (pl.: az első 14 pálya Phml munkája, csak erősen nehezítve). Co-op módban népszerű.                                                                                              |
| Claustrophobia 1024        | 2009           | | |
| Claustrophobia 1024 2      | 2010           | | |
| Community Chest            | 2003           | Rajongók | A Doom rajongó közösség tagjai által alkotott pályák egyvelege. |
| Community Chest 2          | 2004           | Rajongók | A Doom rajongó közösség tagjai által alkotott pályák egyvelege. Cacowards nyertes, 2004: egyike a nyerteseknek. |
| Community Chest 3          | 2007           | Rajongók | A Doom rajongó közösség tagjai által alkotott pályák egyvelege. Cacowards nyertes, 2007: egyike a nyerteseknek. |
| Community Chest 4          | 2012           | Rajongók | |
| Daedalus: Alien Defense    | 2003           | TeamTNT | Az Icarus: Alien Vanguard folytatása; rendkívül sok újítással az alap Doom-hoz képest. Cacowards nyertes, 2004: "Rendkívüli elismerés".                                                                                             |
| Dimensions of Time         | 1998           | Matthew Tropiano | 32 pályás MegaWAD. Egyszerű felépítésűek a pályák. A módosítás vegyes fogadtatásban részesült. A készítő 13 éves volt, mikor megcsinálta.                                                                                           |
| Drown in Blood             | 2006           | | Multiplayer-ben, Cooperative módban is igen gyakran játsszák nehézsége miatt. A WAD címe egy heavy metal együttes neve is. |
| Eternal Doom III           | 1997           | Team Eternal, TeamTNT | Középkori stílusú pályák, science fiction hatással és helyszínekkel vegyítve. Tartalmazza az első két részt. |
| Eviternity                 | 2018           | Dragonfly, James Paddock, Afterglow, an_mutt, antares031, AtroNx, StormCatcher.77, Mechadon, Xaser, Tristan Clark, skillsaw, ukiro | Hat epizódja tematikus: barlangrendszer, műszaki bázis, havas táj, radioaktív üzem, pokol, menny. Az ukiro által készített OTEX textúracsomag első WADja. Számos DEHACKED-del módosított ellenséget is tartalmaz. MBF-kompatibilis. |
| Going Down                 | 2014           | Mouldy (Cyriak Harris) | Komédia-WAD. Cacowards nyertes 2014: egyike a nyerteseknek. |
| Hell Revealed              | 1997           | Yonatan Donner és Haggay Niv | |
| Hell Revealed II           | 2003           | Jonas Feragen és társai | A Hell Revealed folytatása. Nehézsége legendássá vált a Doom-ozó közösség körében. Cacowards nyertes, 2004. |
| Hell to Pay                | 1996           | Wraith Corporation | |
| Hellbound                  | 2013           | Sófalvi Zoltán (Z86) | |
| Hellcore                   | 2004           | | Cacowards nyertes, 2004: "Leghosszabb ideig készített WAD". Valóban; a WAD-ot 1995-ben kezdték el. |
| Icarus: Alien Vanguard     | 1996           | TeamTNT | A pályák egy része egy űrhajó fedélzetén játszódik. |
| Japanese Community Project | 2016           | | Japán Doom rajongó közösség tagjai által alkotott pályák egyvelege. Cacowards nyertes 2016: egyike a nyerteseknek. |
| Jenesis                    | 2011           | James Paddock | Cacowards nyertes 2011: egyike a nyerteseknek. |
| Kama Sutra                 | 2005           | Gusta és Method | Cacowards nyertes 2005: egyike a nyerteseknek. |
| Memento Mori               | 1995           | | |
| Memento Mori 2             | 1996           | | |
| Nazi Auferstehung          | 2006           | DarkExodus | Náci ellenfelekkel és helyszínekkel létrehozott WAD, rendkívül gyenge pályatervezéssel. Cacowards nyertes, 2006: "Legrosszabb WAD".                                                                                                 |
| Perdition's Gate           | 1996           | Wraith Corporation | |
| Plutonia 2                 | 2008           | Plutonia 2 Team | A Final Doom: The Plutonia Experiment folytatása. Nyolc éven keresztül készítették. Cacowards nyertes 2009: egyike a nyerteseknek.                                                                                                  |
| Realm Of Chaos             | 1996           | TeamTNT | Az utolsó pályán az Icon Of Sin 4 irányból támad, de csak egyben van Romero feje. |
| Requiem                    | 1997           | Közel 20 rajongó | A 23. pályát Dario Casali készítette, valamint a grafika terén is dolgozott. Személyét lásd feljebb. |
| Revolution!                | 2001           | Thomas van der Velden | Teljesen új, a WAD-hoz készített zenével. Kiemelt DOOM WAD, elérhető az id-gyűjteményből is. 2001 legjobb 10 WAD-ja közé választva.                                                                                                 |
| Scythe                     | 2003           | Erik Alm | 2003 legjobb 10 WAD-ja közé választva. |
| Scythe 2                   | 2005           | főleg Erik Alm | Cacowards nyertes 2005: egyike a nyerteseknek. |
| Speed of Doom              | 2010           | Josh Sealy (Joshy) és Darkwave0000,                                                                                                | Cacowards nyertes 2010: egyike a nyerteseknek. |
| Sunder                     | készülőben     | Insane_Gazebo | Slaughter WAD, extrém nehéz, igényesen kidolgozott, hosszú pályák (nem ritka a több óra alatt kijátszható rész sem) |
| Sunlust                    | 2016           | Zach Stephens (Ribbiks) és Daniel Jakobsson (dannebubinga)                                                                         | Cacowards nyertes 2015: egyike a nyerteseknek. |
| TNT: Revilution            | 2017           | TNT: Revolution Team | A Final Doom: TNT Evilution folytatása. Cacowards, 2017: "Futottak még" nyertes. |
| The Twilight Zone          | 1998           | | |
| The Twilight Zone II       | 1999           | | |
| Valiant                    | 2015           | Paul DeBruyne (skillsaw) | |
| Whispers of Satan          | 2009           | | |

## Külső hivatkozások
- id Software hivatalos oldala (angolul)
- Doomworld.com (angolul)
- WAD fájlok listája (angolul)